# Кіт Базиліо
Кіт Базиліо — персонаж казки «Золотий ключик, або Пригоди Буратіно» російського радянського письменника Олексія Толстого.

## Характер персонажа
Кіт Базиліо та його посіпака лисиця Аліса — запеклі шахраї та пройдисвіти, негативні персонажі казки. Кіт Базиліо для збору милостині прикидається сліпим жебраком. При цьому, на відміну від своєї спільниці, він дурніший і в результаті комічніший за Алісу.
Задля наживи Аліса разом з Базиліо намагаються здобути п'ять золотих монет, які Буратіно отримав від Карабаса-Барабаса.
У кінофільмі «Пригоди Буратіно» роль кота Базиліо виконував актор Ролан Биков.